# Mixomatosi
La mixomatosi è una patologia che contagia i conigli selvatici e i conigli domestici, e, più raramente, le lepri. È causata da un virus denominato "Virus del mixoma del coniglio", appartenente alla famiglia Poxviridae, del genere Leporipoxvirus.

## Storia ed epidemiologia
Questa malattia arrivò in Europa dai conigli d'importazione dell'Uruguay all'inizio del XX secolo. Venne importata in Australia nel 1950 dal Brasile (dove apparve negli anni '30) come sistema di controllo delle popolazioni di conigli. L'epidemia scatenatasi, con tassi di mortalità intorno al 99%, è tuttora utilizzata come "controllo biologico delle popolazioni di conigli" dal Governo australiano. I conigli australiani sembrano avere sviluppato negli anni una certa resistenza genetica al virus, riducendo il tasso di mortalità attorno all'80%. In Italia la mixomatosi è una malattia considerata "a carattere infettivo e diffusivo", quindi soggetta a denuncia, come da disposizioni del Regolamento di polizia veterinaria (D.P.R. 8 febbraio 1954, n. 320).

## Manifestazione
Si manifesta normalmente con una lesione cutanea, 4-5 giorni dopo il contatto con il patogeno. Sopraggiungono edemi, blefarocongiuntivite (occhi gonfi con lacrimazione abbondante), gonfiore alla base delle orecchie, alle narici e agli organi genitali con spurgo di materiale purulento; noduli specialmente nelle zone senza pelo. A causa dei gonfiori intorno agli occhi l'animale non può vedere e nutrirsi: la morte sopraggiunge dopo 4-12 giorni per inanizione e infezioni batteriche secondarie.
Si può avere una forma respiratoria con scolo nasale mucopurulento, edema dei genitali, congiuntivite, polmonite; tale forma può essere di difficile diagnosi, perché spesso confusa con altre patologie respiratorie. Esiste anche una forma "nodulare" (Nodular myxomatosis), piuttosto rara, che colpisce principalmente la pelle e può avere una prognosi benigna.

## Vettori
La malattia è trasmessa da insetti vettori (pulci, acari, zanzare e zecche), per contatto ematico o per contatto delle mucose genitali. La trasmissione per contatto può verificarsi solo in presenza di animali con sintomi conclamati (attraverso l'essudato e il pus). In Italia i principali vettori sono le zanzare Anopheles spp. e Aedes spp. e nelle zone più fredde o meno umide le pulci del coniglio europeo (Spilopsyllus cuniculi), che possono albergare il virus anche per diversi mesi.

## Terapia e prevenzione
Non esistono reali cure; l'unica soluzione efficace è la vaccinazione preventiva. In commercio si trovano alcuni medicinali, prescrivibili dal veterinario con ricetta zootecnica, per il sostegno del coniglio, che possono aumentare le probabilità di sopravvivenza dell'animale.